# Adonisea parmeliana
Adonisea parmeliana là một loài bướm đêm trong họ Noctuidae.